# Algirdas Butkevičius
Algirdas Butkevičius est un homme d'État lituanien né le 19 novembre 1958 à Paežeriuose, en RSS de Lituanie.
Il est ministre des Finances puis des Transports entre 2004 et 2008. Devenu président du Parti social-démocrate lituanien (LSDP) en 2009, il est investi Premier ministre de Lituanie en 2012 à la tête d'une coalition à quatre partis. Il abandonne ce poste à la fin de son mandat de quatre ans, puis la présidence du LSDP en 2017. Il quitte ensuite le Parti social-démocrate.

## Biographie

### Une vie professionnelle dans le BTP
Il accomplit ses études primaires dans le village de Užuožeriai, dans le nord de la République socialiste soviétique de Lituanie, puis effectue son cycle secondaire à Šeduva, une petite ville toute proche. Il entre en 1977 à l'Institut de génie civil de Vilnius et commence à travailler comme chef d'un site de construction dans le district de Vilkaviškis cinq ans plus tard.
En 1984, il ressort diplômé de l'Institut en tant qu'économiste du génie. Il est recruté l'année suivante en tant qu'architecte-inspecteur par l'Unité des constructions d'État et de l'architecture du district de Vilkaviškis, un poste qu'il occupe jusqu'en 1990.

### Débuts en politique
Il est élu en 1990 au conseil de la municipalité du district de Vilkaviškis, dont il est nommé un an plus tard gouverneur adjoint. En 1992, il adhère au LSDP. Il est recruté en 1995 comme directeur de la recherche en marketing par AB Vilkasta, un poste dont il démissionne au bout d'un an.

### Député au Seimas
À l'occasion des élections législatives des 20 octobre et 10 novembre 1996, il est élu député au Seimas. Siégeant à la commission des Finances et du Budget, il est désigné en 1999 vice-président du Parti social-démocrate.
Réélu député en 2000, il est choisi le 7 décembre 2001 pour occuper la présidence de la commission des Finances. À compter du 27 mai 2003, il exerce également les fonctions de premier vice-président du groupe de la coalition sociale-démocrate.

### Ministre par deux fois
Le 4 mai 2004, il est nommé ministre des Finances. Il y est reconduit après les élections législatives des 10 et 24 octobre 2004, mais est contraint de démissionner dès le 13 mai 2005. Il revient au gouvernement le 18 juillet 2006, comme ministre des Transports, et y reste jusqu'à la défaite du LSDP aux élections législatives d'octobre 2008.

### Président du LSDP et candidat à la présidentielle
Il remplace le 7 mars 2009 l'ancien Premier ministre Gediminas Kirkilas à la présidence du Parti social-démocrate. Deux mois plus tard, il se présente à l'élection présidentielle du 17 mai. Il termine deuxième de l’unique tour avec 11,68 % des suffrages exprimés, loin derrière l'indépendante Dalia Grybauskaitė, qui recueille 68,21 % des voix.
Le 18 juin 2009, il prend la succession de Zigmantas Balčytis, élu député européen, à la présidence du groupe parlementaire du LSDP. Il est remplacé à ce poste le 20 mars 2012 par Irena Šiaulienė.

### Premier ministre

#### Élections législatives
Après avoir remporté 38 sièges sur 141 lors des élections législatives des 14 et 28 octobre 2012, il trouve un accord de coalition avec le Parti du travail (DP), arrivé en tête avec 20,15 % des suffrages mais 29 députés, et Ordre et justice (TT), qui a remporté 11 élus, avec qui le LSDP formait l'opposition à la majorité de centre droit d'Andrius Kubilius depuis 2008. 

#### Élection par le Seimas
Le 22 novembre, il est élu Premier ministre par le Seimas, avec 90 voix contre 40, ayant également reçu le vote favorable des huit députés de l'Action électorale polonaise de Lituanie (LLRA) et des quatre indépendants.

#### Formation du gouvernement
Son gouvernement de quatorze ministres, dont sept sociaux-démocrates, où siège, pour la première fois, un membre de la LLRA, obtient l'investiture du Parlement le 13 décembre suivant.
Il aura fallu cinq semaines pour faire aboutir les négociations, un temps relativement long en Lituanie, du fait de l'opposition de la présidente de la République, Dalia Grybauskaitė, à la présence du DP dans la coalition. Le Parti du travail, emmené par un milliardaire immigré d'origine russe, Viktoras Uspaskich, est en effet mis en cause pour fraude, blanchiment d'argent et achat de votes.
Bien que le chef du gouvernement ait finalement constitué la coalition qu'il souhaitait, la chef de l'État s'est également battue pour la répartition des portefeuilles régaliens et fait dépendre la nomination de certains ministres de leur maîtrise d'une langue étrangère, la Lituanie devant assumer, au second semestre de 2013, la présidence du Conseil européen.
Après la lourde défaite du LSDP aux élections législatives d'octobre 2016, il est remplacé le 22 novembre par son ancien ministre de l'Intérieur Saulius Skvernelis sur proposition de l'Union lituanienne agraire et des verts (LVŽS), vainqueur du scrutin.

## Distinctions
- Ordre de la Croix de Terra Mariana de première classe